# Leichtathletik-Europameisterschaften 2016/100 m der Männer

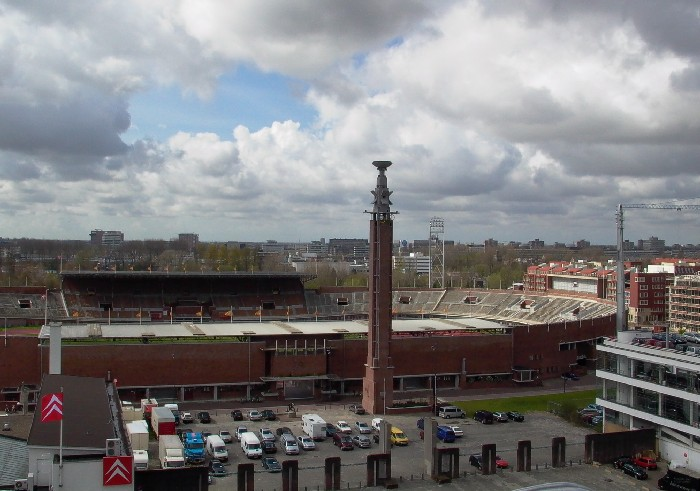
Das Olympiastadion in Amsterdam im Jahr 2005

Der 100-Meter-Lauf der Männer bei den Leichtathletik-Europameisterschaften 2016 wurde am 6. und 7. Juli 2016 im Olympiastadion der niederländischen Hauptstadt Amsterdam ausgetragen.
Es siegte der niederländische 200 Meter-Europameister von 2012 Churandy Martina. Den zweiten Rang belegte der gebürtige Jamaikaner und seit 2015 für die Türkei startende Jak Ali Harvey. Bronze ging an den französischen EM-Zweiten von 2012 Jimmy Vicaut.

## Bestehende Rekorde
| Weltrekord           | 9,58 s | Usain Bolt       | WM Berlin, Deutschland | 16. August 2009 |
| Europarekord         | 9,86 s | Francis Obikwelu | Athen, Griechenland    | 22. August 2004 |
| Europarekord         | 9,86 s | Jimmy Vicaut     | Paris, Frankreich      | 4. Juli 2015    |
| Meisterschaftsrekord | 9,99 s | Francis Obikwelu | EM Göteborg, Schweden  | 8. August 2006  |

Der bestehende EM-Rekord wurde bei diesen Europameisterschaften nicht erreicht. Die schnellste Zeit erzielte der im Finale drittplatzierte Jimmy Vicaut aus Frankreich im ersten Halbfinale mit 10,03 s bei einem Rückenwind von 1,5 m/s, womit er vier Hundertstelsekunden über dem Rekord blieb. Zum Europarekord fehlten ihm siebzehn, zum Weltrekord 45 Hundertstelsekunden.

## Doping
In dieser Disziplin gab es einen Dopingfall:
Der für Malta startende Kevin Moore, der im zweiten Vorlauf disqualifiziert wurde und damit ausschied, wurde positiv auf unerlaubte Substanzen getestet. Der Test erfolgte mittels einer am 11. Juni 2016 entnommenen Probe. Der Sprinter erhielt eine vierjährige Sperre bis zum 24. September 2020. Seine Resultate, die er ab dem 11. Juni 2016 erzielt hatte, wurden annulliert.

## Legende
Kurze Übersicht zur Bedeutung der Symbolik – so üblicherweise auch in sonstigen Veröffentlichungen verwendet:
| DNS | nicht am Start (did not start)                                                                 |
| DNF | Wettkampf nicht beendet (did not finish)                                                       |
| DSQ | disqualifiziert                                                                                |
| DOP | wegen Dopingvergehens disqualifiziert                                                          |
| IWR | Internationale Wettkampfregeln                                                                 |
| TR  | Technische Regeln                                                                              |
| ‡   | einer der acht schnellsten Sprinter der Jahresbestenliste (Markierung verwendet im Halbfinale) |

## Durchführung
Für diese Disziplin kam zum ersten Mal ein neuer Austragungsmodus zur Anwendung. Die acht stärksten Athleten der europäischen Jahresbestenliste mussten in der Vorrunde noch nicht antreten, sondern stiegen erst im Halbfinale ein.

## Vorrunde
Die Vorrunde wurde in vier Läufen durchgeführt. Die ersten drei Athleten pro Lauf – hellblau unterlegt – sowie die darüber hinaus vier zeitschnellsten Läufer – hellgrün unterlegt – qualifizierten sich für das Halbfinale.

### Vorlauf 1

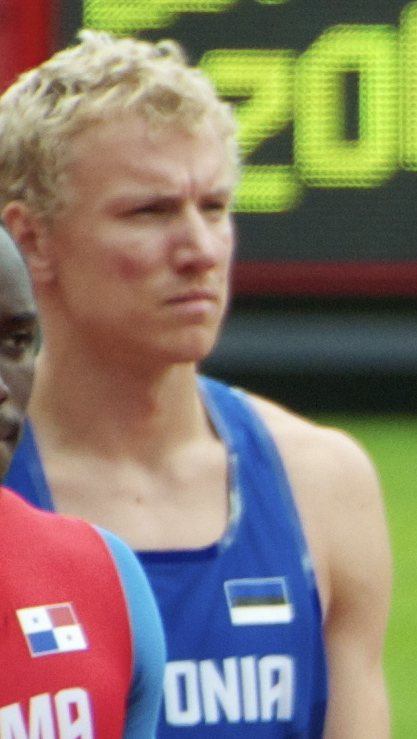
Marek Niit – ausgeschieden als Vierter des ersten Vorlaufs

6. Juli 2016, 12:40 Uhr
Wind: +0,5 m/s
| Platz | Name                  | Nation         | Zeit (s) |
| ----- | --------------------- | -------------- | -------- |
| 1     | Richard Kilty         | Großbritannien | 10,24    |
| 2     | Hensley Paulina       | Niederlande    | 10,36    |
| 3     | Ángel David Rodríguez | Spanien        | 10,40    |
| 4     | Marek Niit            | Estland        | 10,48    |
| 5     | Giovanni Galbieri     | Italien        | 10,48    |
| 6     | Jakub Matúš           | Slowakei       | 10,51    |
| 7     | Carlos Nascimento     | Portugal       | 10,54    |

### Vorlauf 2

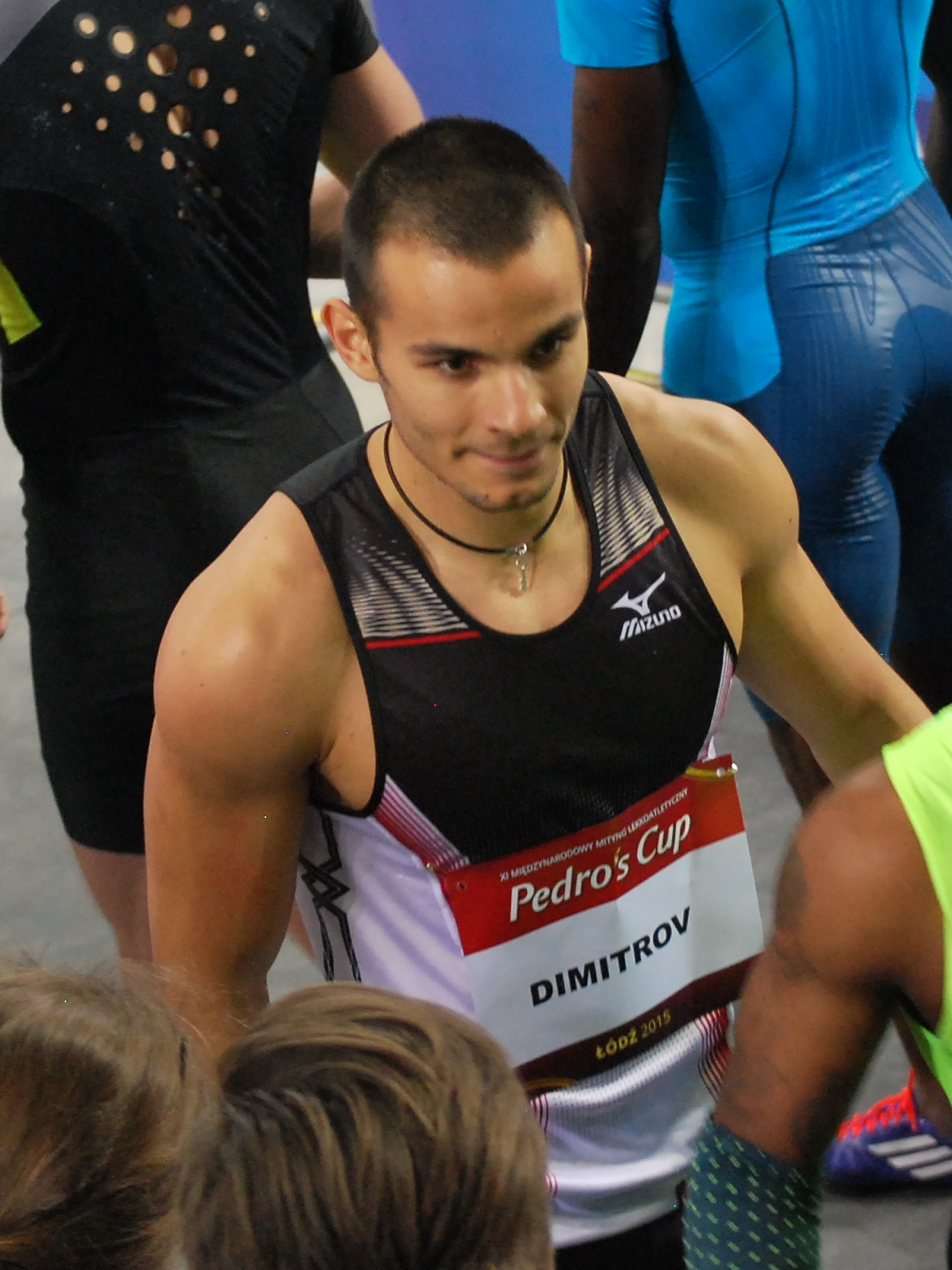
Als Fünfter seines Vorlaufs scheiterte Denis Dimitrov in der Vorrunde

6. Juli 2016, 12:46 Uhr
Wind: +0,8 m/s
| Platz | Name                   | Nation      | Zeit (s)                        |
| ----- | ---------------------- | ----------- | ------------------------------- |
| 1     | Solomon Bockarie       | Niederlande | 10,26                           |
| 2     | Alex Wilson            | Schweiz     | 10,30                           |
| 3     | Jan Veleba             | Tschechien  | 10,30                           |
| 4     | Przemysław Słowikowski | Polen       | 10,35                           |
| 5     | Denis Dimitrow         | Bulgarien   | 10,57                           |
| 6     | Wolodymyr Suprun       | Ukraine     | 10,58                           |
| DOP   | Kevin Moore            | Malta       | DSQ IWR 162, TR16.7 – Fehlstart |

### Vorlauf 3

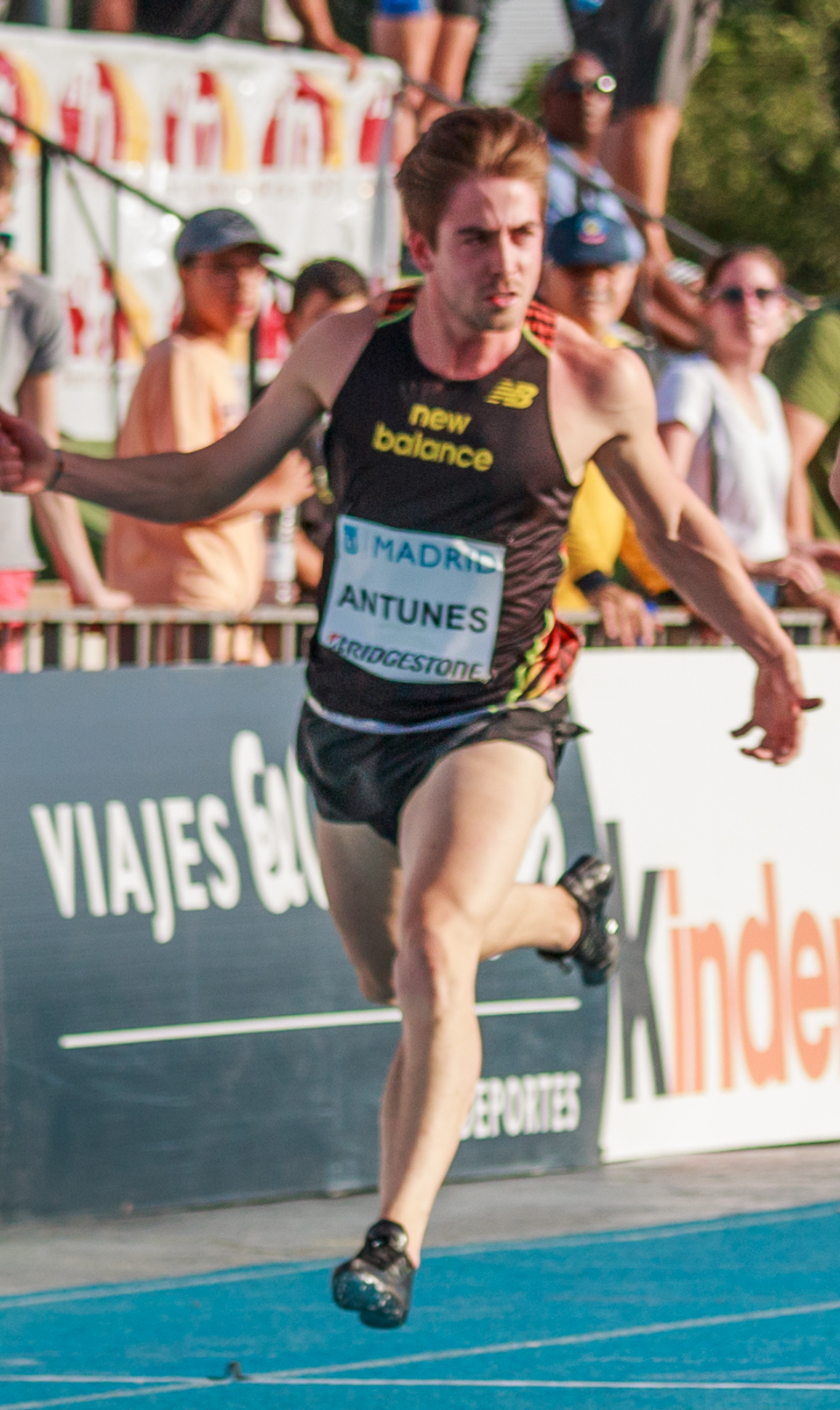
Diogo Antunes fünfter Rang in seinem Vorlauf reichte nicht zur Halbfinalteilnahme
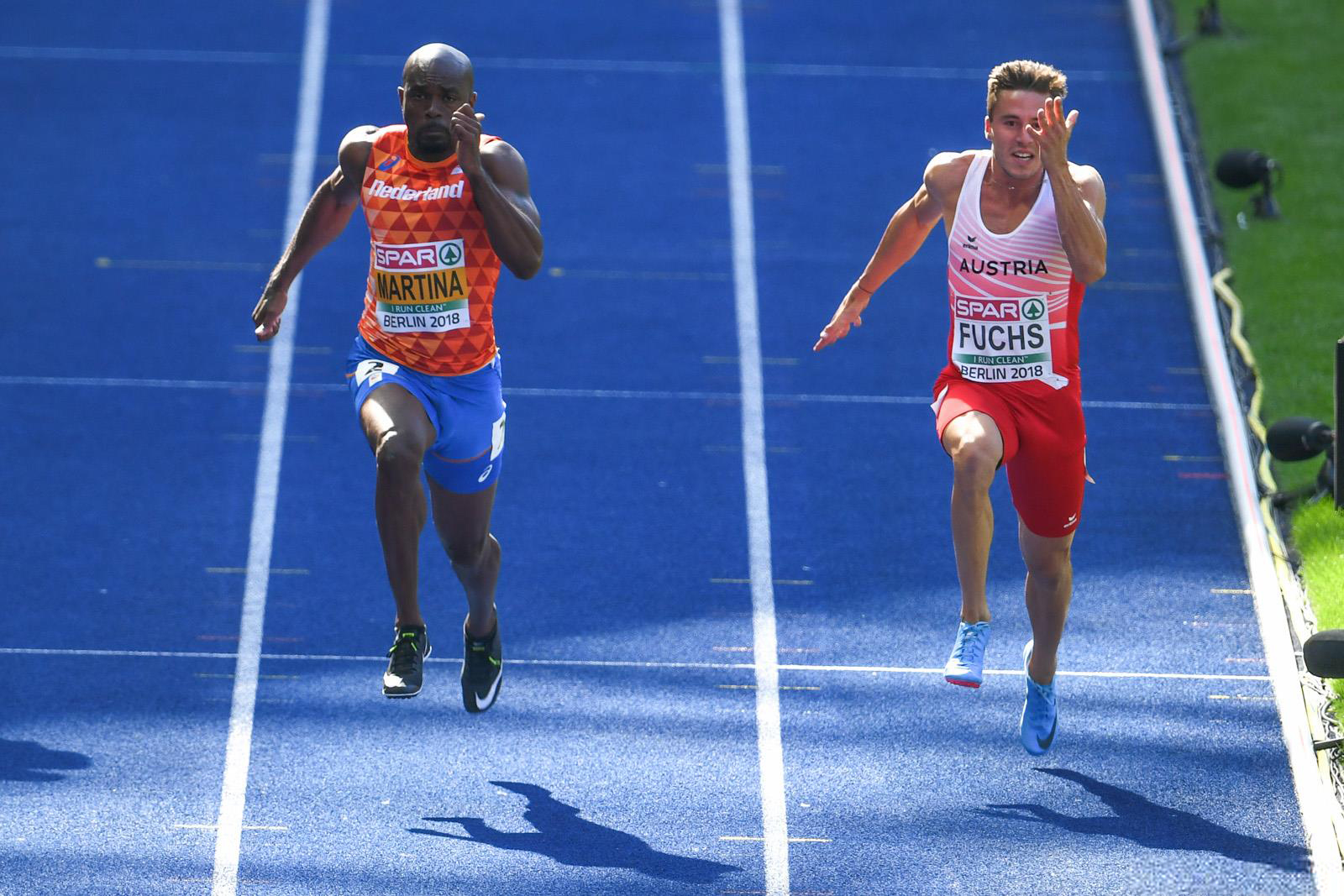
Markus Fuchs – Rang sechs im zweiten Vorlauf und damit ausgeschieden

6. Juli 2016, 12:52 Uhr
Wind: +1,9 m/s
| Platz | Name                 | Nation         | Zeit (s) |
| ----- | -------------------- | -------------- | -------- |
| 1     | Ramil Guliyev        | Türkei         | 10,21    |
| 2     | Ojie Edoburun        | Großbritannien | 10,24    |
| 3     | Massimiliano Ferraro | Italien        | 10,26    |
| 4     | Rytis Sakalauskas    | Litauen        | 10,37    |
| 5     | Diogo Antunes        | Portugal       | 10,51    |
| 6     | Markus Fuchs         | Österreich     | 10,56    |
| DNF   | Witalij Korsch       | Ukraine        |          |

### Vorlauf 4
6. Juli 2016, 12:58 Uhr
Wind: +1,5 m/s
| Platz | Name                | Nation      | Zeit (s) |
| ----- | ------------------- | ----------- | -------- |
| 1     | Filippo Tortu       | Italien     | 10,25    |
| 2     | Lucas Jakubczyk     | Deutschland | 10,35    |
| 3     | Ján Volko           | Slowakei    | 10,42    |
| 4     | János Sipos         | Ungarn      | 10,45    |
| 5     | Remigiusz Olszewski | Polen       | 10,46    |
| 6     | Emil Ibrahimov      | Ukraine     | 10,61    |
| DNS   | Amaru Reto Schenkel | Schweiz     |          |

## Halbfinale
Aus den drei Halbfinalläufen qualifizierten sich die jeweils ersten beiden Athleten – hellblau unterlegt – sowie die darüber hinaus zwei zeitschnellsten Läufer – hellgrün unterlegt – für das Finale.

### Lauf 1

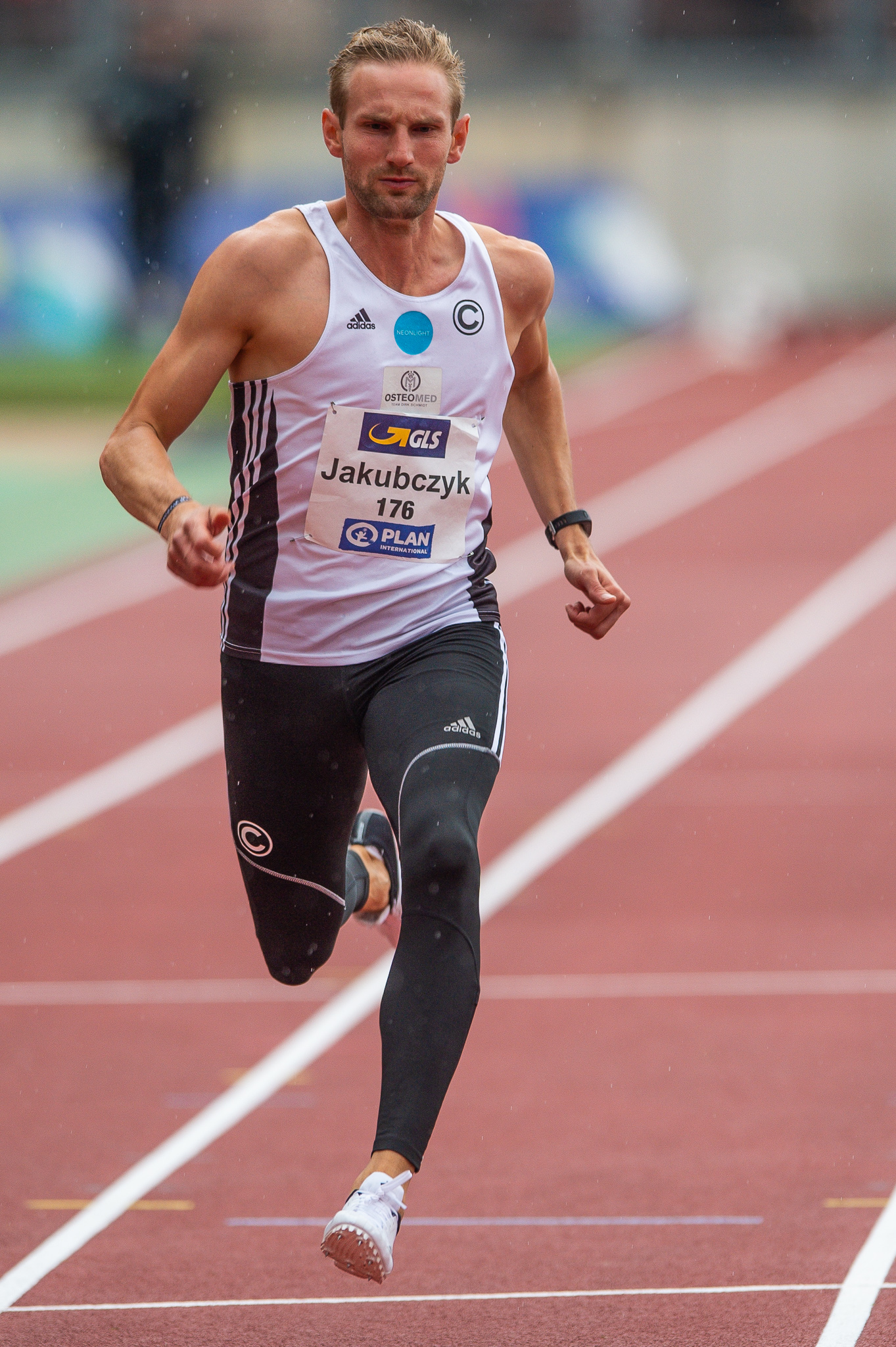
Lucas Jakubczyk schied als Sechster seines Rennens im Halbfinale aus

7. Juli 2016, 18:00 Uhr
Wind: +1,5 m/s
| Platz | Name                   | Nation         | Zeit (s) |
| ----- | ---------------------- | -------------- | -------- |
| 1     | Jimmy Vicaut ‡         | Frankreich     | 10,03    |
| 2     | James Ellington ‡      | Großbritannien | 10,04    |
| 3     | Ramil Guliyev          | Türkei         | 10,07    |
| 4     | Solomon Bockarie       | Niederlande    | 10,13    |
| 5     | Massimiliano Ferraro   | Italien        | 10,16    |
| 6     | Lucas Jakubczyk        | Deutschland    | 10,26    |
| 7     | Przemysław Słowikowski | Polen          | 10,27    |
| 8     | Jan Veleba             | Tschechien     | 10,28    |

### Lauf 2

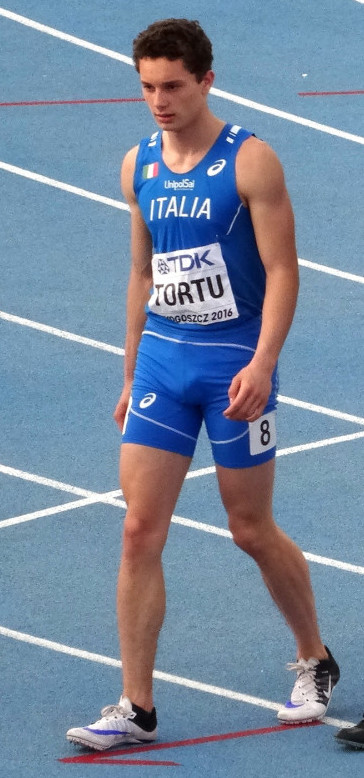
Trotz eines dritten Rangs im zweiten Halbfinale mit italienischem U23-Rekord erreichte Filippo Tortu nicht das Finale
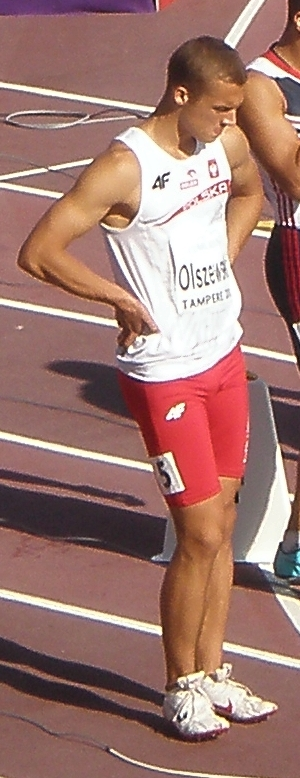
Als Siebter des zweiten Halbfinallaufs schied Remigiusz Olszewski aus
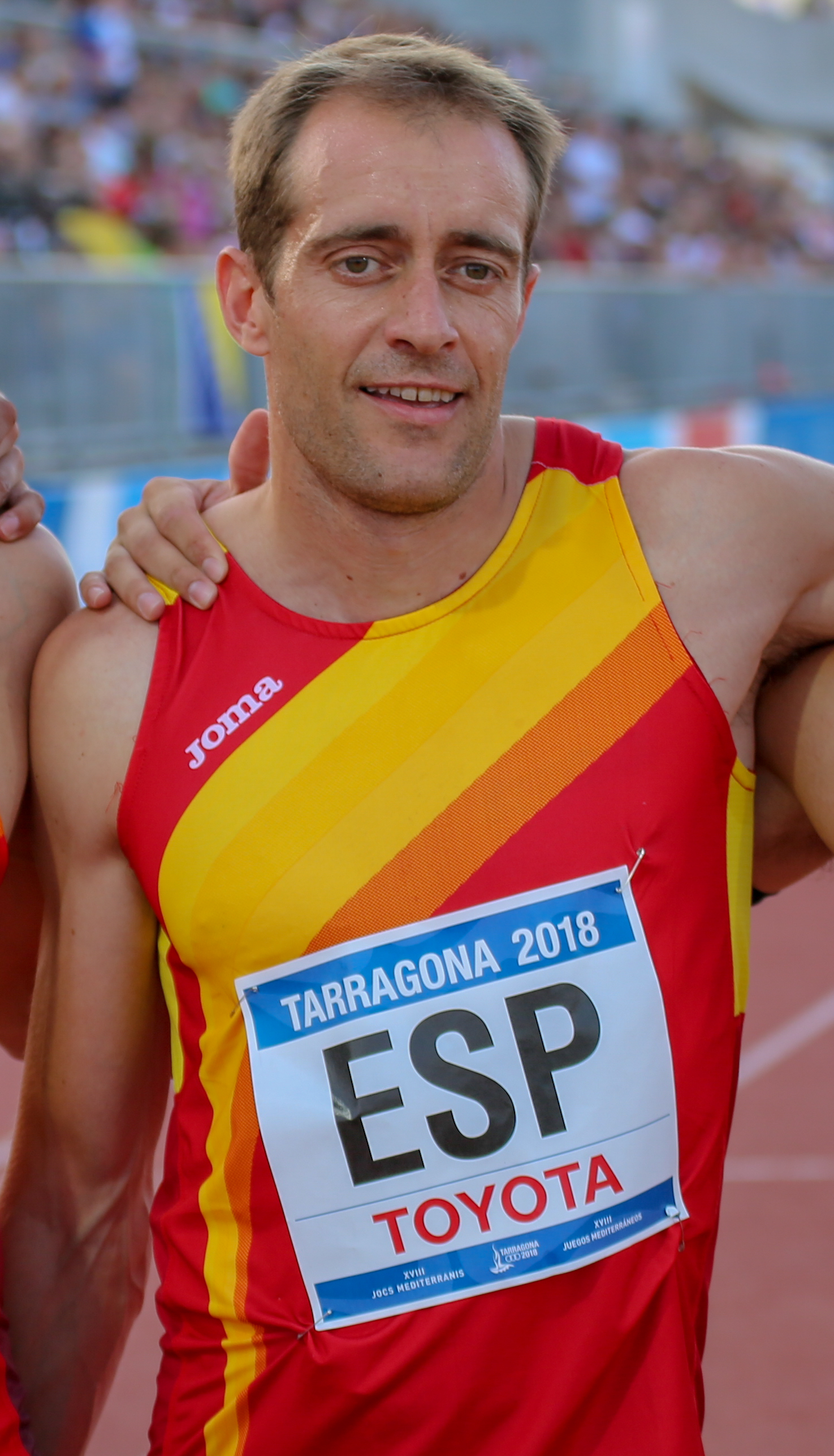
Für Ángel David Rodríguez war der Wettkampf nach seinem achten Platz im zweiten Semifinale beendet

7. Juli 2016, 18:06 Uhr
Wind: +0,6 m/s
| Platz | Name                  | Nation         | Zeit (s)    |
| ----- | --------------------- | -------------- | ----------- |
| 1     | Jak Ali Harvey ‡      | Türkei         | 10,04       |
| 2     | Churandy Martina ‡    | Niederlande    | 10,16       |
| 3     | Filippo Tortu         | Italien        | 10,19 NU20R |
| 4     | Ojie Edoburun         | Großbritannien | 10,20       |
| 5     | Stuart Dutamby ‡      | Frankreich     | 10,26       |
| 6     | Rytis Sakalauskas     | Litauen        | 10,40       |
| 7     | Remigiusz Olszewski   | Polen          | 10,56       |
| 8     | Ángel David Rodríguez | Spanien        | 12,13       |

### Lauf 3

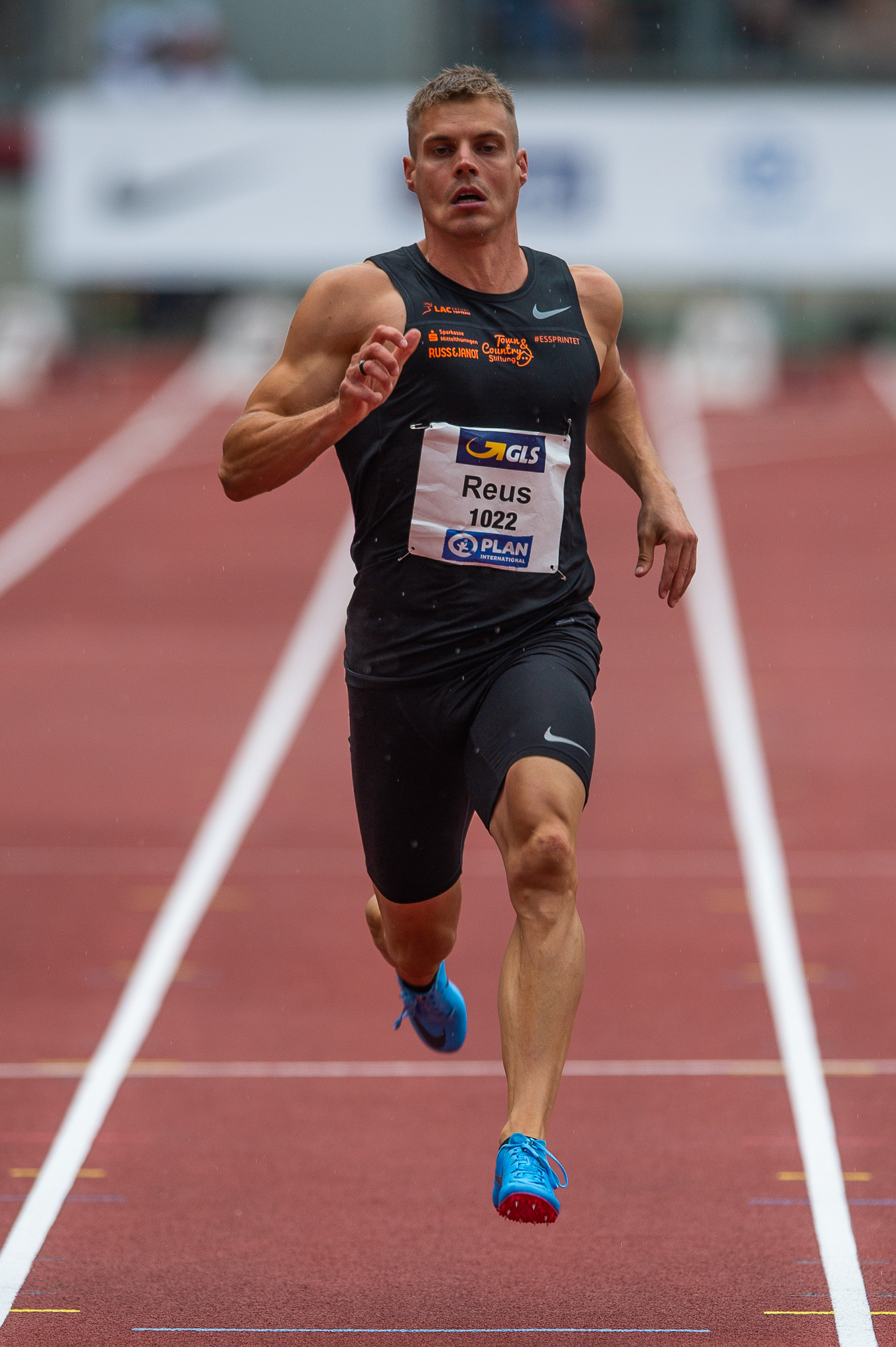
Julian Reus – als Dritter im Tausendstelsekundenbereich unterlegen
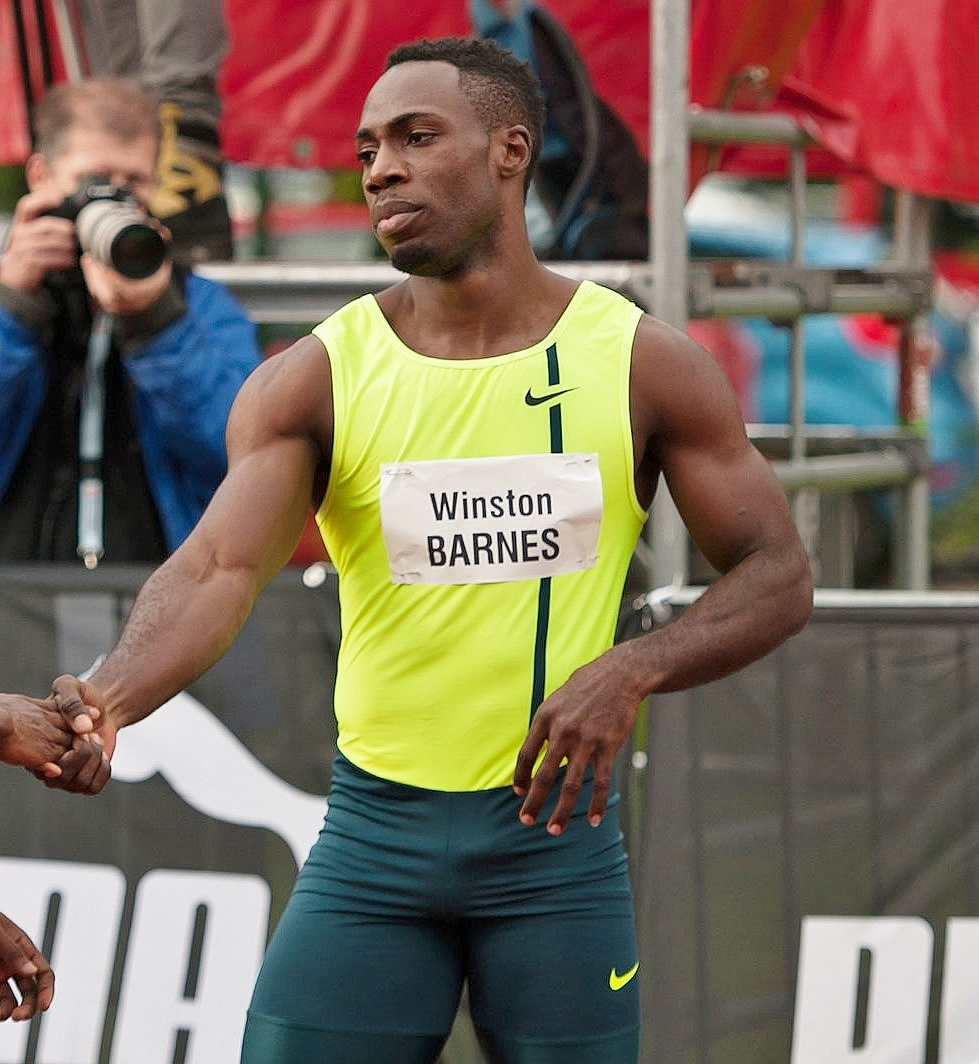
Emre Zafer Barnes (hier noch als Jamaikaner mit dem Namen Winston Barnes) – Platz vier und damit ausgeschieden

7. Juli 2016, 18:12 Uhr
Wind: −0,4 m/s
| Platz | Name                | Nation         | Zeit (s) |
| ----- | ------------------- | -------------- | -------- |
| 1     | Richard Kilty       | Großbritannien | 10,15    |
| 2     | Bruno Hortelano ‡   | Spanien        | 10,22    |
| 3     | Julian Reus ‡       | Deutschland    | 10,22    |
| 4     | Emre Zafer Barnes ‡ | Türkei         | 10,31    |
| 5     | Hensley Paulina     | Niederlande    | 10,33    |
| 6     | Alex Wilson         | Schweiz        | 10,34    |
| 7     | Ján Volko           | Slowakei       | 10,43    |
| 8     | János Sipos         | Ungarn         | 10,47    |

Weitere im dritten Semifinale ausgeschiedene Sprinter:

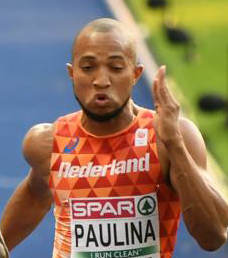
Hensley Paulina – Platz fünf
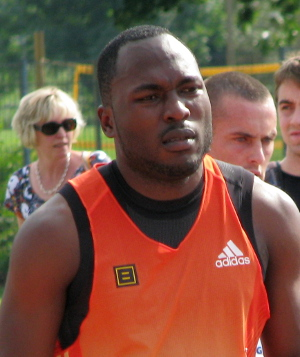
Alex Wilson – Platz sechs
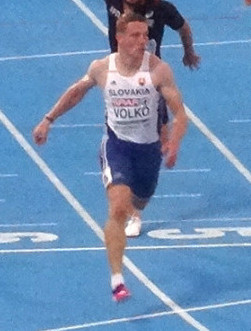
Ján Volko – Platz sieben

## Finale

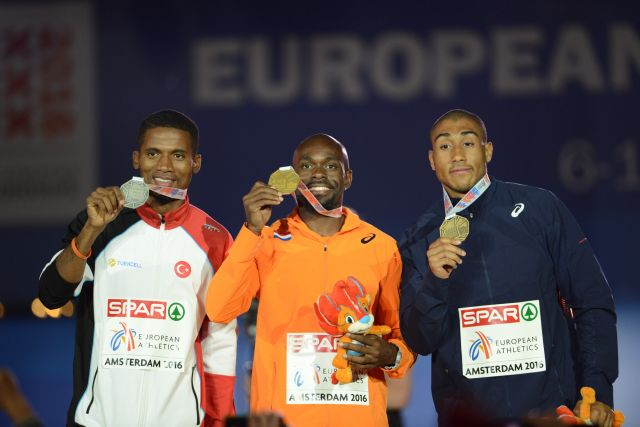
Die Medaillengewinner (v. l. n. r.):
Jak Ali Harvey, Churandy Martina, Jimmy Vicaut

7. Juli 2016, 19:50 Uhr
Wind: ±0,0 m/s
| Platz | Name             | Nation         | Zeit (s)                    |
| ----- | ---------------- | -------------- | --------------------------- |
| 1     | Churandy Martina | Niederlande    | 0010,07                     |
| 2     | Jak Ali Harvey   | Türkei         | 0010,07                     |
| 3     | Jimmy Vicaut     | Frankreich     | 0010,08                     |
| 4     | Bruno Hortelano  | Spanien        | 0010,12                     |
| 5     | James Ellington  | Großbritannien | 0010,19                     |
| 6     | Ramil Guliyev    | Türkei         | 0010,23                     |
| 7     | Solomon Bockarie | Niederlande    | 0010,25                     |
| DSQ   | Richard Kilty    | Großbritannien | IWR 162, TR16.7 – Fehlstart |

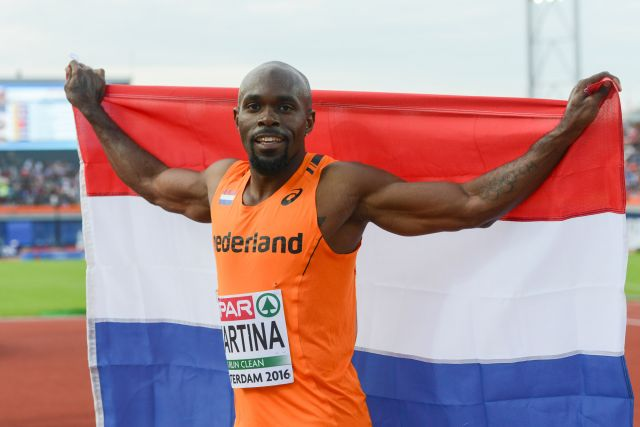
Europameister Churandy Martina nach seinem Sieg – 2012 hatte er den 200 Meter-Titel errungen
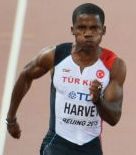
Vizeeuropameister Jak Ali Harvey
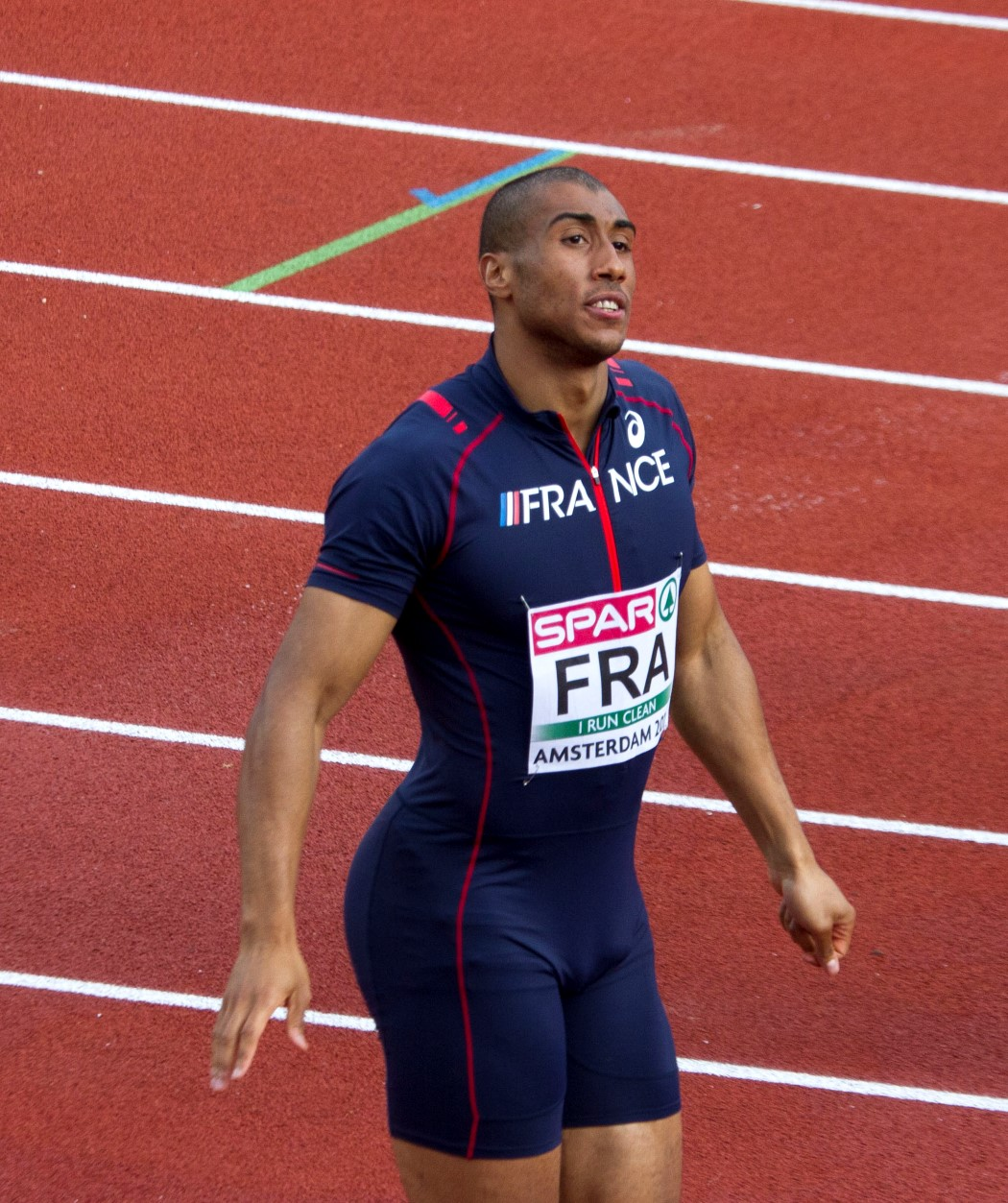
Für Jimmy Vicaut, den Vizeeuropameister von 2012, gab es diesmal Bronze
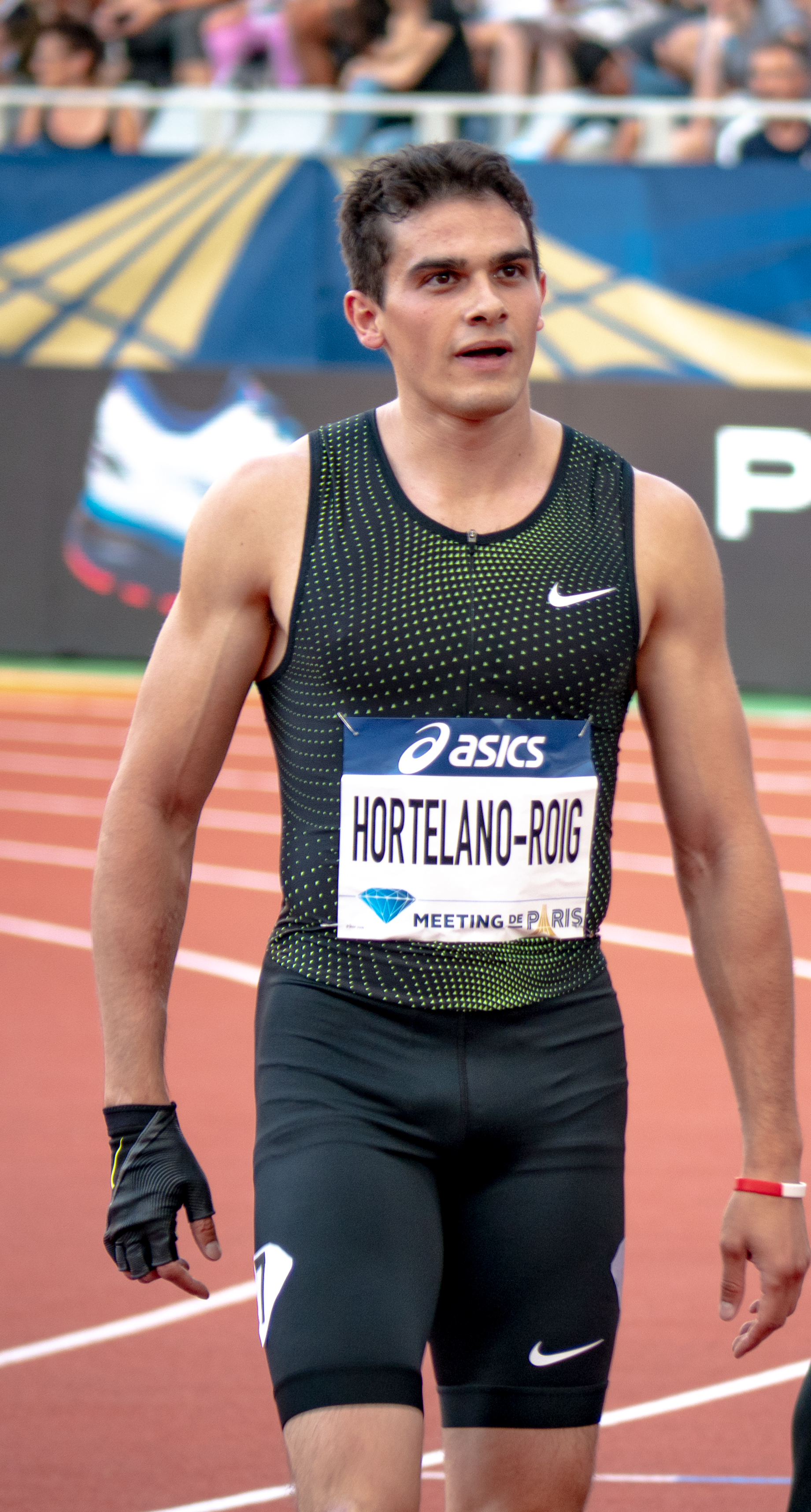
Der viertplatzierte Bruno Hortelano wurde am nächsten Tag Europameister über 200 Meter

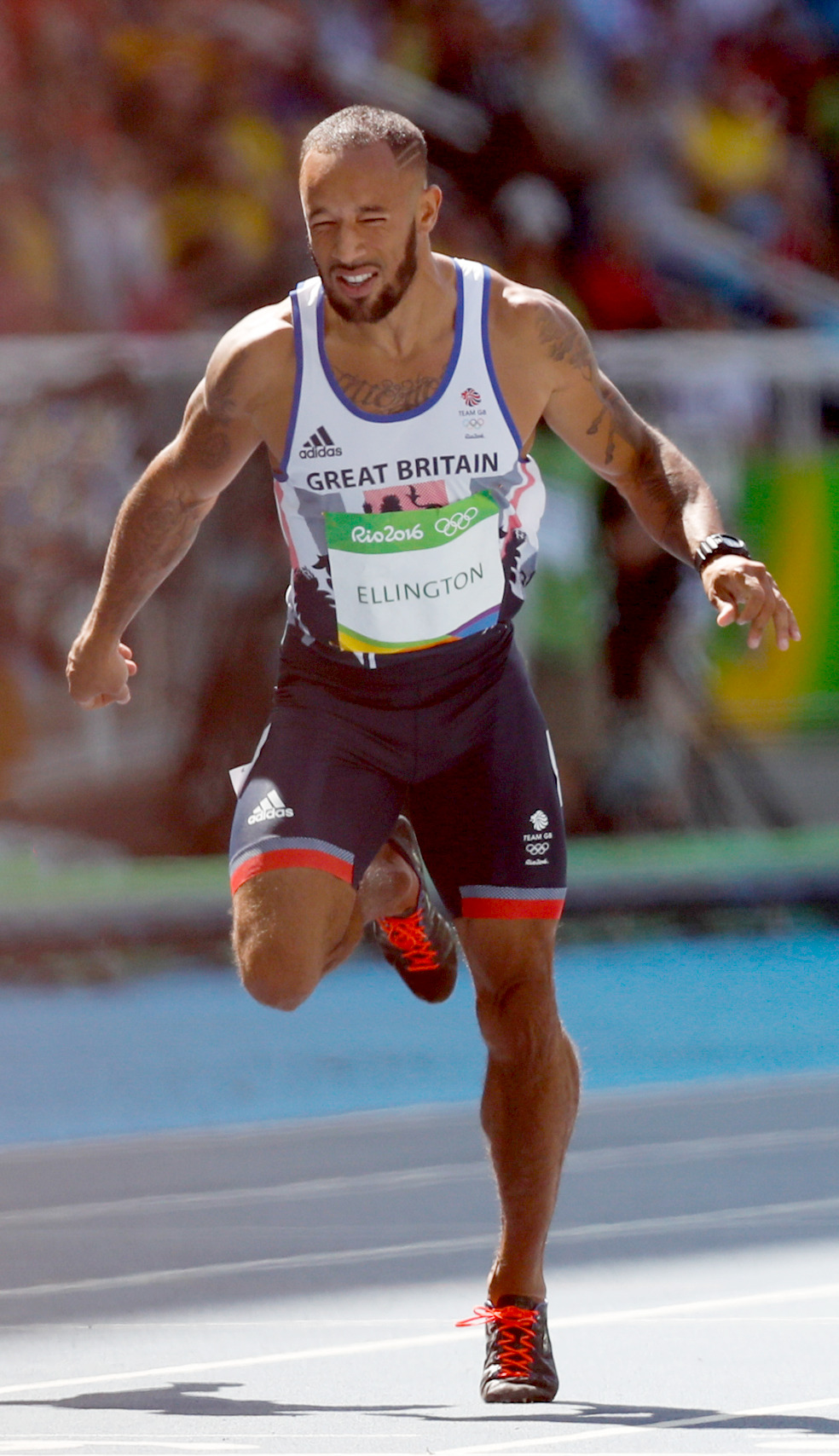
James Ellington erreichte Platz vier
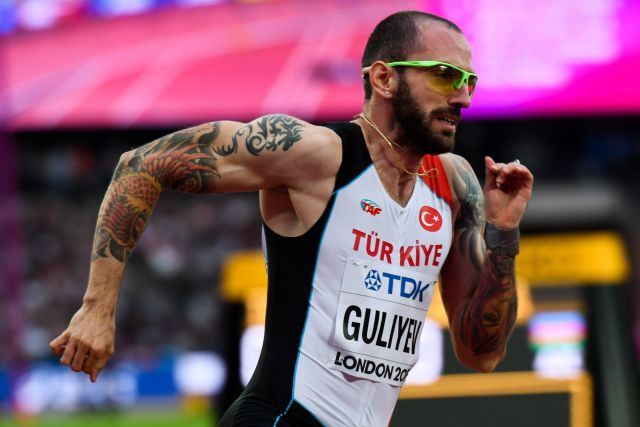
Ramil Guliyev kam auf den sechsten Platz – am folgenden Tag Vizeeuropameister über 200 Meter
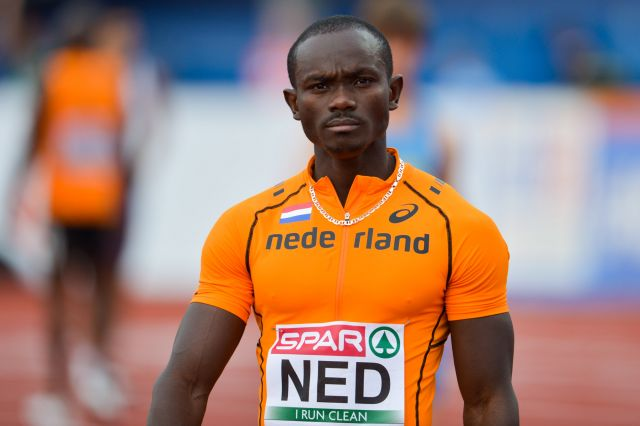
Solomon Bockarie – über 100 Meter Siebter, über 200 Meter am nächsten Tag auf Rang vier
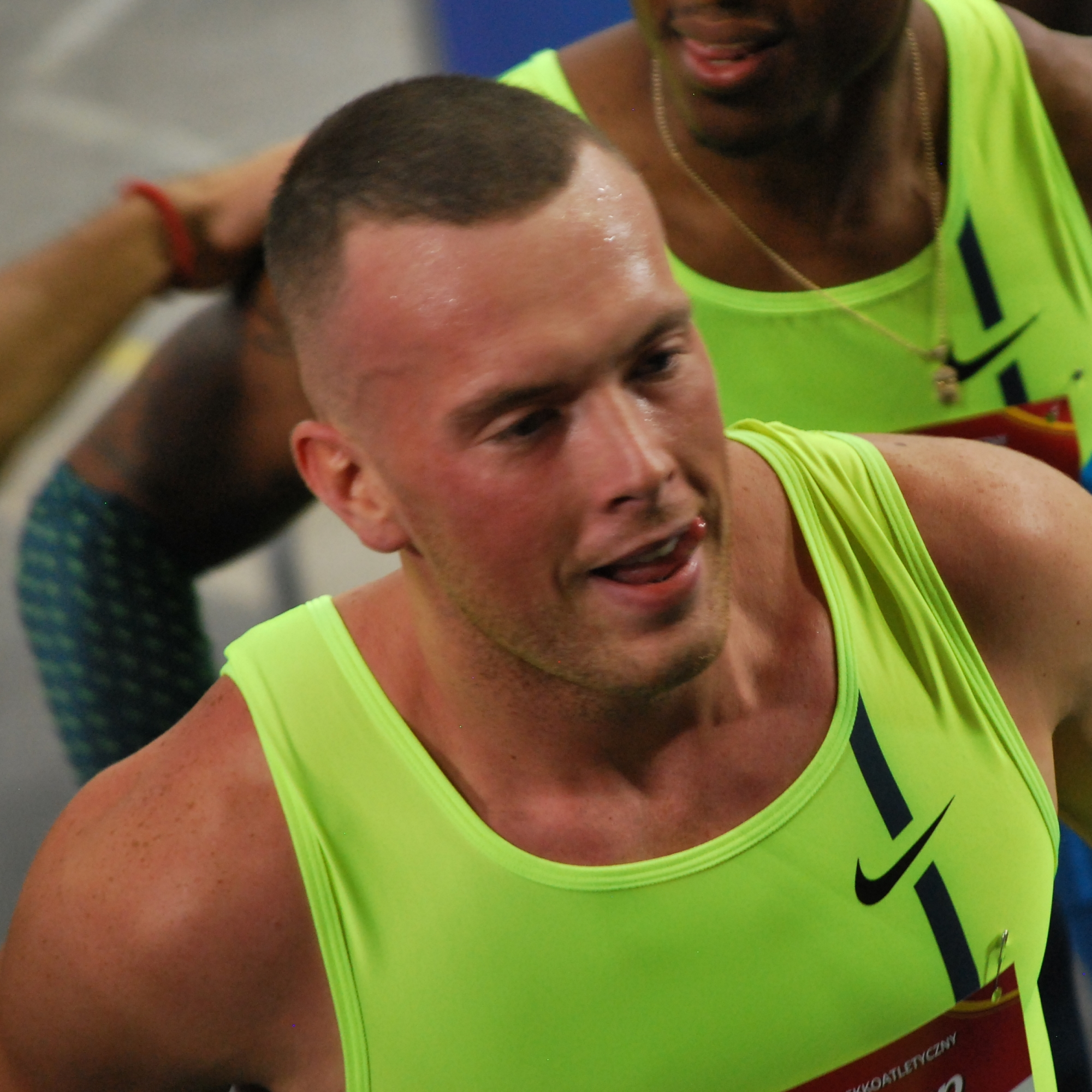
Richard Kilty wurde nach Fehlstart disqualifiziert

## Videolink
- 100m Men's Final - European Athletics Championships 2016, youtube.com, abgerufen am 22. Februar 2020